# 대전 봉국사 아미타불회도
대전 봉국사 아미타불회도(大田 奉國寺 阿彌陀佛繪圖)는 대전광역시 유성구에 있는 일제강점기의 불화이다. 2013년 2월 22일 대전광역시의 유형문화재 제52호로 지정되었다.

## 개요
1925년에 조성된 근대 불화계를 대표하는 화승인 보응당 문성의 작품으로 처음에는 공주 동학사 미타암에 봉안 되었다. 중앙의 아미타불을 본존불로 하여 왼쪽에는 백의관음을 그리고, 오른쪽에는 김지장(김교각지장상)을 배치한 아미타삼존불 위주에 제석․범천과 10대 제자, 2금강, 선재동자와 용녀, 도명존자 및 민공(閔員外)등의 권속들을 좌우로 배치한 아미타불도이다. 기존의 아미타삼존과 달리 지장보살 대신 김지장을 협시로 한 특징을 보여주며,. 불화도상의 유입과 전래, 변화과정을 추적해 볼 수 있는 작품이다.

## 참고 자료
- 대전 봉국사 아미타불회도 - 국가유산청 국가유산포털